# ボンプラン (小惑星)
ボンプラン (9587 Bonpland) は小惑星帯に位置する小惑星。ベルギーの天文学者エリック・ヴァルター・エルストがヨーロッパ南天天文台で発見した。
フランスの探検家、植物学者、エメ・ボンプランに因んで命名された。